# Nekrolog 1918
Nekrolog
◄◄
| ◄
| 1914
| 1915
| 1916
| 1917
| 1918 | 1919 | 1920 | 1921 | 1922 | ► | ►►
1. Quartal |
2. Quartal |
3. Quartal |
4. Quartal 
Weitere Ereignisse | Allgemeiner Nekrolog 1918
Die Beschreibung der verstorbenen Person sollte so kurz wie möglich gehalten sein und nur deren signifikante Tätigkeit(en) enthalten.
Neue Namen ggf. auch unter dem Geburts- und Sterbedatum, also etwa unter 1. Januar und im Geburts- und Sterbejahr (2024) eintragen (nur bei entsprechender großer Wichtigkeit). Für Beispiele siehe die schon vorhandenen Artikel.
Außerdem über die fünf zuletzt Verstorbenen, zu denen es einen ausreichend guten Artikel für eine Präsentation auf der Hauptseite gibt, nach der todesbedingten Überarbeitung der Artikel ggf. auch unter Wikipedia Diskussion:Hauptseite informieren und sie am besten auch in den anderen Wikipedia-Sprachversionen eintragen. Tipp: Regelmäßig bei news.google.de nach „ist tot“, „gestorben“ oder „verstorben“ suchen.
Wenn eine Person gestorben ist, gibt es viele Seiten zu dieser Person in der Wikipedia, die davon auch betroffen sind und entsprechend aktualisiert werden müssen. Beispiele: Namenübersichtsseite, Geburtsjahr, Geburtsort-Seiten und viele mehr.
Wie finde ich die betroffenen Seiten?
Im Suchfeld auf der linken Seite gibt man den Suchbegriff so ein: „Vorname Nachname“. Dann klickt man auf Volltext und alle Seiten mit entsprechendem Suchtext werden aufgerufen. Hier sieht man dann schnell, wo auch das Todesjahr Sinn macht oder sogar ein Teil des Artikels angepasst werden muss. Auch hilft das „Werkzeug“ auf der linken Seite sehr gut, um solche Seiten aufzufinden: „Links auf diese Seite“. Somit ist die Wikipedia wieder aktuell in allen Bereichen! Hinweis: bei Eintragung der Kategorie „Gestorben JAHR“ wird der Missbrauchsfilter 49 ausgelöst, was jedoch nicht schlimm ist. Siehe: Spezial:Missbrauchsfilter/49
Dies ist eine Liste von im Jahr 1918 verstorbenen bekannten Persönlichkeiten. Die Einträge erfolgen innerhalb der einzelnen Daten alphabetisch sortiert. Tiere sind im Nekrolog für Tiere zu finden.
Die Liste ist nach Quartalen aufgeteilt:
- Nekrolog 1. Quartal 1918: Januar, Februar und März
- Nekrolog 2. Quartal 1918: April, Mai und Juni
- Nekrolog 3. Quartal 1918: Juli, August und September
- Nekrolog 4. Quartal 1918: Oktober, November und Dezember

## Datum unbekannt
| Name                                    | Beruf, bekannt als                                                   |
| --------------------------------------- | -------------------------------------------------------------------- |
| Adam Abt                                | deutscher Klassischer Philologe                                      |
| Rasim Haşmet Akal                       | türkischer Dichter, Schriftsteller und Verleger                      |
| Sergei Nikolajewitsch Alferaki          | russischer Zoologe                                                   |
| Josep Amargós i Samaranch               | spanischer Architekt des katalanischen Modernismus                   |
| Ida Axelrod                             | russische Revolutionärin und Literaturkritikerin                     |
| Jean-Baptistin Baille                   | französischer Wissenschaftler und Industrieller                      |
| Anna Beck-Radecke                       | deutsche Theaterschauspielerin                                       |
| Franz Behrend                           | deutscher Verwaltungsbeamter                                         |
| Otto Beumer                             | deutscher Mediziner und Hochschullehrer                              |
| Paul Blomeyer                           | deutscher Jurist, preußischer Verwaltungsbeamter                     |
| Ernst Bohlig                            | deutscher Sportler                                                   |
| Ida Braubach                            | deutsche Porträt-, Genre- und Landschaftsmalerin                     |
| Albert Brinzinger                       | deutscher Baumeister und Unternehmer, Förderer der Neckarschifffahrt |
| Procida Bucalossi                       | englischer Komponist                                                 |
| Josef Franz Capesius                    | Siebenbürger Philosoph und Pädagoge                                  |
| Édouard Caspari                         | französischer Marineingenieur und Astronom                           |
| Ludovic de Colleville                   | französischer Beamter, Autor und hoher Funktionär des Vatikans       |
| Eugenio Camillo Costamagna              | italienischer Herausgeber der Gazzetta dello Sport                   |
| Johann Baptist Demuth                   | deutscher Mediziner und Ernährungswissenschaftler                    |
| Georg Ditsch                            | französisch-deutscher Politiker                                      |
| Elisabeth Dmitrieff                     | russische Sozialistin und Feministin                                 |
| Heinrich von Donimirski                 | deutscher Gutsbesitzer und Politiker, MdR                            |
| Nikolai Nikanorowitsch Dubowski         | russischer Landschaftsmaler                                          |
| Leopold Durm                            | deutscher Arzt und Kunstmaler                                        |
| Aurel Eisenkolb                         | rumäniendeutscher Komponist                                          |
| Franz Curt Reinhard Eschle              | deutscher Mediziner                                                  |
| John Forrest                            | australischer Entdecker und Politiker                                |
| Gustav Gerson Fürst                     | deutscher Maler und Dekorationskünstler                              |
| Sigmund Gustav Adolf von Gemmingen      | badischer Hofmarschall                                               |
| Alfred Gerndt                           | deutscher Lehrer und Dichter                                         |
| Charles Girard                          | französischer Chemiker                                               |
| Jakow Grigorjewitsch Schilinski         | russischer General                                                   |
| Franz Groth                             | deutscher Richter und Parlamentarier                                 |
| Jules Guiffrey                          | französischer Kunsthistoriker                                        |
| Antoine Guillemet                       | französischer Maler                                                  |
| Adolf Harbers                           | deutscher Versicherungsdirektor und geheimer Justizrat               |
| Anselm Hemberger                        | deutsches Gattenmord-Opfer                                           |
| Adolf Wilhelm Henning                   | deutscher Rittergutsbesitzer und Politiker, MdR                      |
| Hilger Hertel der Jüngere               | deutscher Architekt und Diözesanbaumeister von Münster               |
| Nils Olof Holst                         | schwedischer Geologe                                                 |
| Rudolf Kleinpaul                        | deutscher Schriftsteller                                             |
| Berthold Knittel                        | deutscher Bildhauer, Fotograf und Musiklehrer                        |
| Nikolaus Koch                           | deutscher Verleger und Publizist                                     |
| Julius von Königswarter                 | deutscher Unternehmer und portugiesischer Generalkonsul              |
| Nikolai Andrejewitsch Koschelew         | russischer Maler                                                     |
| Rudolf Kuppelmayr                       | deutscher Maler                                                      |
| Edmund A. Letts                         | britischer Chemiker und Hochschullehrer                              |
| Hector Léveillé                         | französischer Botaniker                                              |
| Tadeusz Miciński                        | polnischer Schriftsteller                                            |
| Adolf Mirus                             | deutscher Rechtsanwalt, Schriftsteller und Redakteur                 |
| Pawel Iwanowitsch Mischtschenko         | russischer General                                                   |
| Henri Molinié                           | französischer Hürdenläufer und Hochspringer                          |
| James Craig Nicoll                      | US-amerikanischer Maler                                              |
| Serafim Keropowitsch Patkanow           | russischer Statistiker, Ökonom und Ethnograph                        |
| Antonios Pepanos                        | griechischer Schwimmsportler, Olympiateilnehmer                      |
| Karl Heinrich Piderit                   | deutscher Verwaltungsbeamter                                         |
| Heinrich Poetter                        | deutscher evangelischer Theologe                                     |
| Ferdinand Eduard Polzeniusz             | österreich-ungarischer Chemiker                                      |
| Vitaliano Poselli                       | italienischer Architekt                                              |
| Marie Quanter                           | deutsche Kinderdarstellerin und Theaterschauspielerin                |
| Karl Rebender                           | deutscher Verwaltungsbeamter                                         |
| Waldemar Rosenberger                    | Eisenbahningenieur, Schöpfer der Plansprache Idiom Neutral           |
| Monroe H. Rosenfeld                     | US-amerikanischer Komponist                                          |
| Sai Baba                                | indischer Fakir und Guru                                             |
| Johann Sapletta                         | deutscher Landwirt und Politiker (Zentrum), MdR                      |
| Anton Adolph Schmoll genannt Eisenwerth | deutscher Brückenkonstrukteur und Wasserbauingenieur                 |
| Paul Schulze                            | deutscher Radrennfahrer                                              |
| Louis Seguin                            | französischer Ingenieur und Industrieller                            |
| Franz Albert Seyn                       | Generalgouverneur von Finnland                                       |
| Gottfried Sieben                        | österreichischer Maler, Schriftsteller und Illustrator               |
| Paolo Soprani                           | italienischer Instrumentenbauer                                      |
| Apollinaria Prokofjewna Suslowa         | russische Schriftstellerin                                           |
| Alexander Thynne                        | britischer Politiker und Soldat                                      |
| Alois Valenta                           | Arzt und Verfasser zahlreicher medizinischer Fachbücher              |
| Edmond De Vigne                         | belgischer Architekt des Historismus                                 |
| William Walker                          | britischer Taucher                                                   |
| Hermann Weinacht                        | Schneider und Kriegsheld                                             |
| Wilhelm Weinmann                        | deutscher Verwaltungsbeamter                                         |
| Victor Willems                          | belgischer Fechter                                                   |
| Nikolai Alexejewitsch Witaschewski      | russischer Ethnograph und Narodnik                                   |
| Józef Wodziński                         | polnischer Maler                                                     |
| Hans Wolff                              | deutscher Verwaltungsbeamter                                         |
| Émile Worms                             | französischer Nationalökonom                                         |
| Giuseppe Wulz                           | italienischer Fotograf                                               |
| Zhang Deyi                              | chinesischer Botschafter                                             |